# San Miguel de Sema
San Miguel de Sema es un municipio colombiano ubicado en la provincia de Occidente en el departamento de Boyacá. Limita con los municipios de Chiquinquirá, Ráquira y Tinjacá (Boyacá) Simijaca y Fúquene (Cundinamarca), y la laguna de Fúquene por el sur. Está bien comunicado por carreteras desde Chiquinquirá, Simijaca y Guachetá (Cundinamarca).

## Toponimia

##### Origen lingüístico[3]
- Familia lingüística: Indoeuropea / Afroasiática
- Lengua: Latín / Hebreo

##### Significado
San es una expresión que proviene de la voz latina sanctus, que nombra lo sagrado, variación de sancio “inviolable”. Sanctus es una modificación del vocablo sak que genera los sentidos de “honrar, reverenciar, respetar, estimar, venerar, glorificar, hacer inviolable algo por un acto religioso, establecer de una manera inmutable, ordenar, decretar, sancionar”. Es una expresión que antiguamente nombró la acción de teñir con sangre de sacrificio a quienes purificaban sus pecados; esta práctica era llamada santi-santos”
Miguel es un nombre de origen hebreo, proveniente de la expresión mi-ka-el que significa "quien como dios". La palabra mikael presenta los siguientes elementos significativos en lengua aramea mi “quien”, ka “como”, el “dios”.

##### Origen / Motivación
El nombre del municipio se vincula con la memoria del arcángel San Miguel, patrono de los pobladores, y hace relación a la comunidad del origen blanco que habitó la región desupés de la llegada de los conquitadores españoles.
San Miguel expresa el significado de “honra, veneración a Dios” y es el nombre de uno de los cuatro arcángeles, considerado patrono y protector de la iglesia universal.

## Historia

### Fundación y establecimiento del municipio
El poblado fue fundado el 8 de noviembre de 1915 y reconocido como municipio en el año de 1959 por medio de la Ordenanza No 24 de 1959 de diciembre 09. En 1925 era corregimiento del Municipio de Tinjaca, y en 1936 de Chiquinquirá, conformado por las veredas hato viejo, Sirigay, Quintoque, Peñablanca, Sabaneca, El charco y Arboledas a iniciativa del sacerdote Alfonso Vanegas, Felix Roberto, Moises Chacon, Agustín Rivera, Mateo Rodriguez, Domiciano Peralta, Roberto Gil entre otros, quienes gestionaron la creación del Municipio
.

## División política
El municipio está conformado por siete veredas: Sabaneca ocupa un 26 % del área municipal, Hato Viejo un 25 %, Quintoque un 20 %, Sirigay 11 %, Peña Blanca 10 %, El Charco 6 % y Arboledas un 2 %. Quintoque se subdivide en cuatro sectores: Centro, Central, Fátima y San Isidro. El perímetro urbano está formado por dos barrios: Los Fundadores y El Progreso.

## Clima
San Miguel de Sema presenta temperaturas que pueden variar entre 1 y 22 °C, se observa una temporada lluvias en los periodos abril - mayo y noviembre-diciembre, y una seca a finales de diciembre-enero y junio-agosto, en esta época la temperatura puede bajar de los 0 °C que de afecta los pastos y cultivos de la zona.

## Medios de Comunicación
El municipio cuenta con una emisora comunitaria San Miguel Stereo, que trasmite desde la frecuencia 96.6 fm. También se escuchan otros medios de comunicaciones de la región como Radio Uno de Villa de Leyva, La Kalle de TDT y Emisoras Reina de Colombia de Chiquinquirá.

## Cifras
- Población 4028
- Cabecera 471
- Resto 3557
- Hombres 2003
- Mujeres 2025
- Hogares 1070
- Viviendas 1105
- Unidades económicas 88
- Unidades agropecuarias 1940

Fuente: DANE, 2005

## Economía
La principal fuente de ingresos del municipio es la ganadería lechera, especialmente ganado Holstein, su producción es tan importante que hoy día algunas de las empresas productoras de derivados lácteos, ha instalado centros de acopio. Existen aún zonas del municipio donde el principal renglón sigue siendo la agricultura principalmente papa y maíz.

## Transporte
A pesar de ser un municipio pequeño, San Miguel de sema cuenta con diferentes empresas que prestan el servicio de transportes, una de las más importantes son:
Rápido el carmen: Esta empresa lleva sirviendo a San Miguel de Sema durante 35 años, esta empresa presta el servicio de transporte hacia diferentes destinos tales como: Bogotá, Chiquinquirá, Ubate, Capellanía, Simijaca, etc. 
Furatena: presta el servicio hacia Chiquinquirá
Aunque no en todas las veredas hay servicio como es el caso de Arboledas la cual es la vereda más retirada del casco urbano y no cuenta con ningún servicio de transporte y para sus habitantes es muy dispendioso, esto también ocurre en la parte alta de las veredas El Charco y Peña Blanca.

## Turismo
- La iglesia en homenaje a San Miguel arcángel es una de las más bellas del departamento.
- los túneles construidos en 1870, con un encanto natural e hídrico.
- Diferentes haciendas y altos como la hacienda Cascadas y el Alto del verde
- Grandes miradores como el ubicado en la vereda de Ráquira.
- La Laguna de Fúquene
- Parte alta vereda Arboledas donde se puede observar un hermoso paisaje hasta las montañas de Villa de leyva

## Fiestas
Ferias y Fiestas: realizadas en la segunda semana de noviembre, 10, 11 y 12, convoca a los habitantes y vecinos de la región mediante exposición equina, bovina, fiestas y conciertos, encuentros regionales de música popular campesina, festival gastronómico y ciclopaseo de integración
Santo Patrono: San Miguel Arcángel.

## Nominaciones
San Miguel de Sema ocupó el Primer lugar en los premios PLANETA AZUL en el 2015 por utilizar tecnologías naturales para purificar aguas residuales a través de un filtro y de una planta de tratamiento.

## Galería

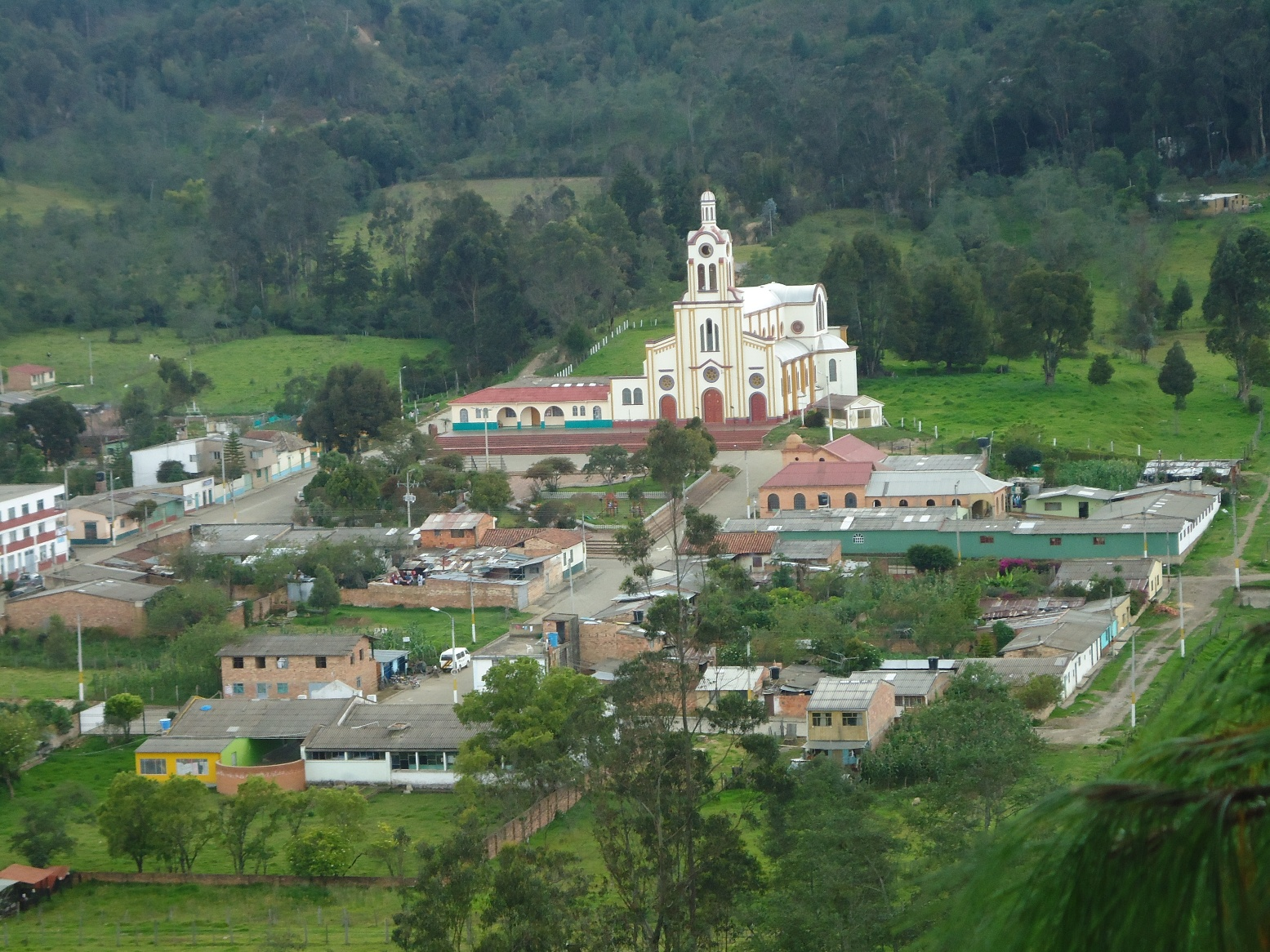
Panorámica del centro urbano de San Miguel de Sema.
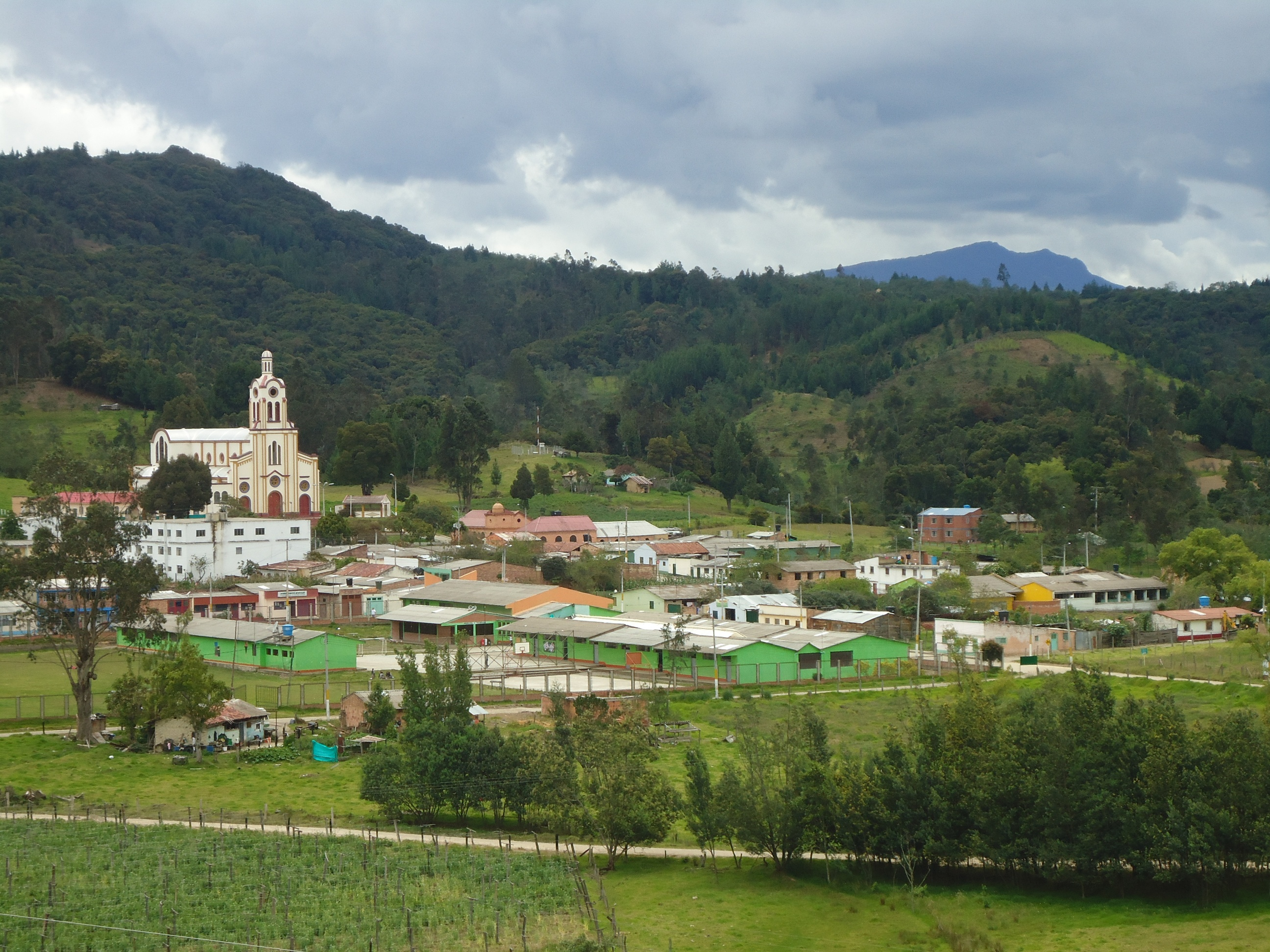
Panorámica.
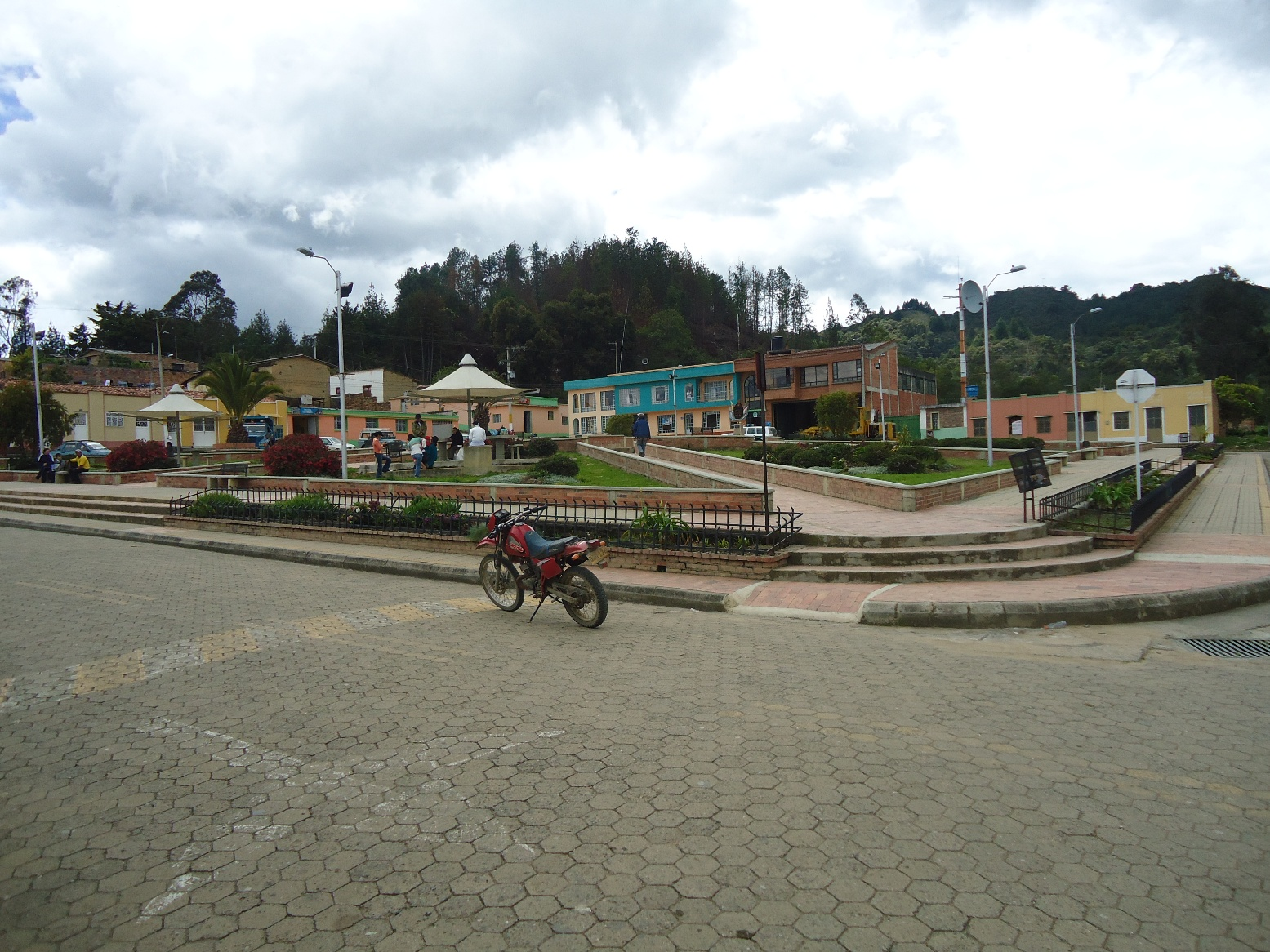
Panorámica del parque y alcaldía.
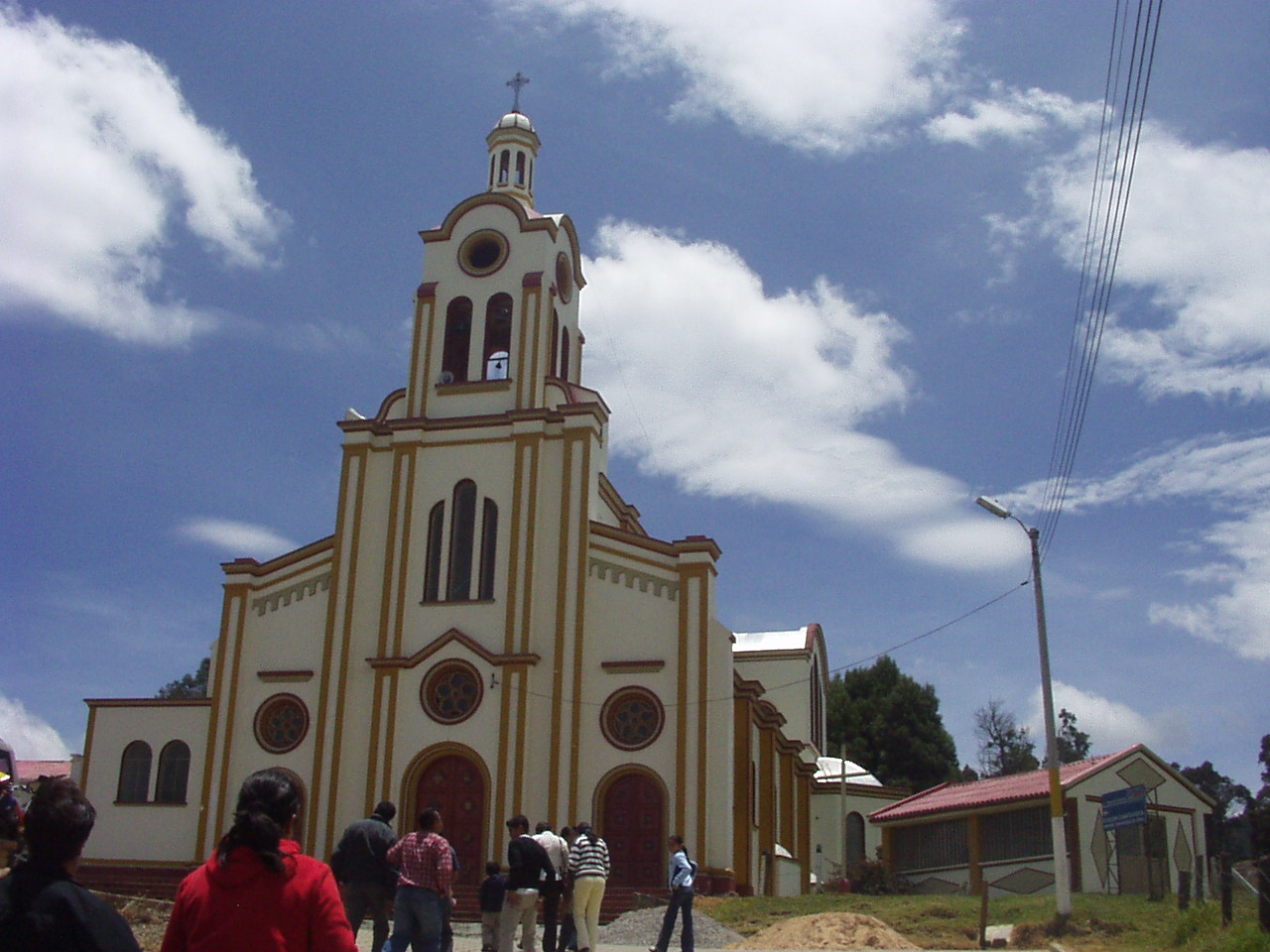
La iglesia.
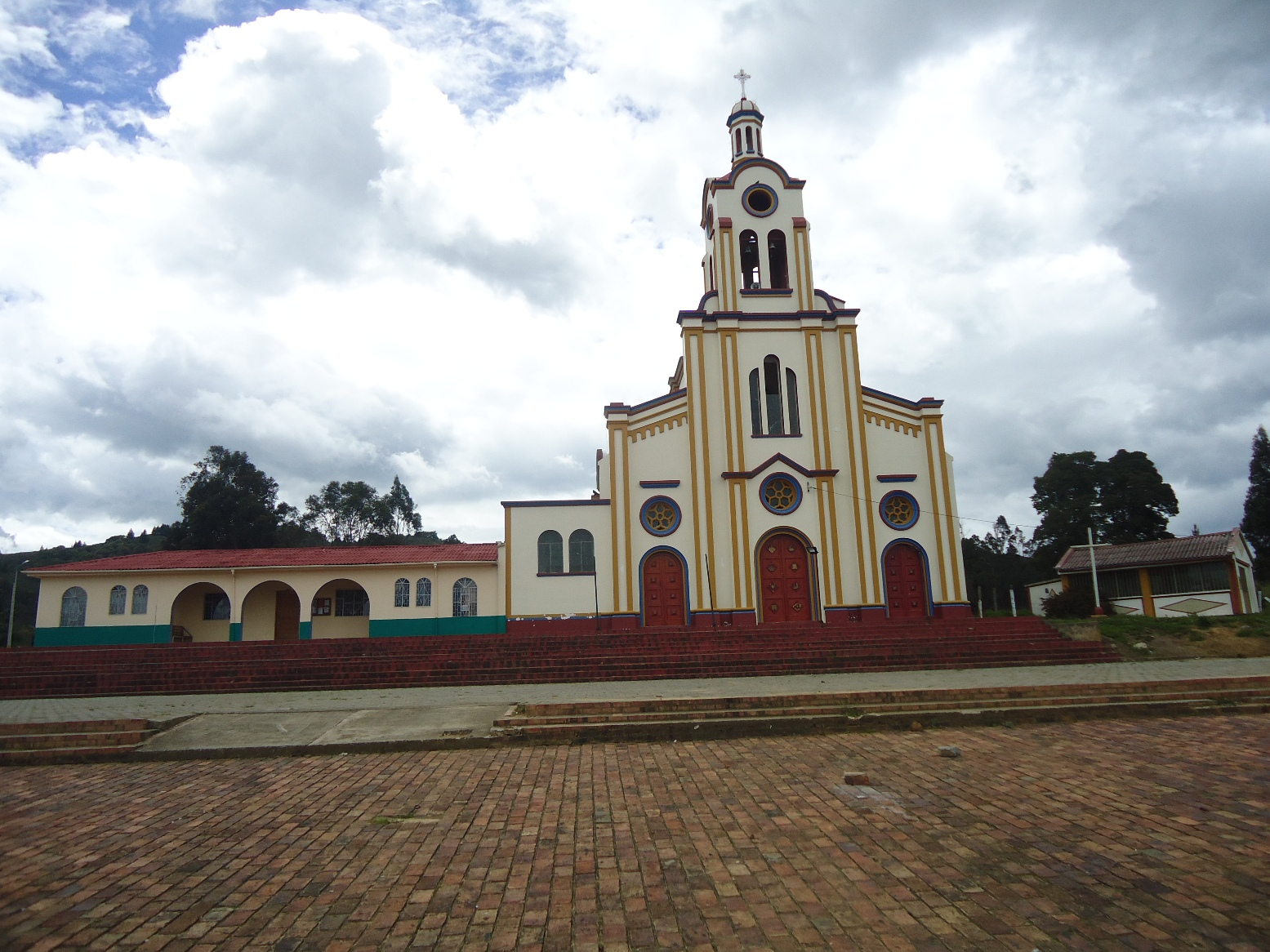
Iglesia.
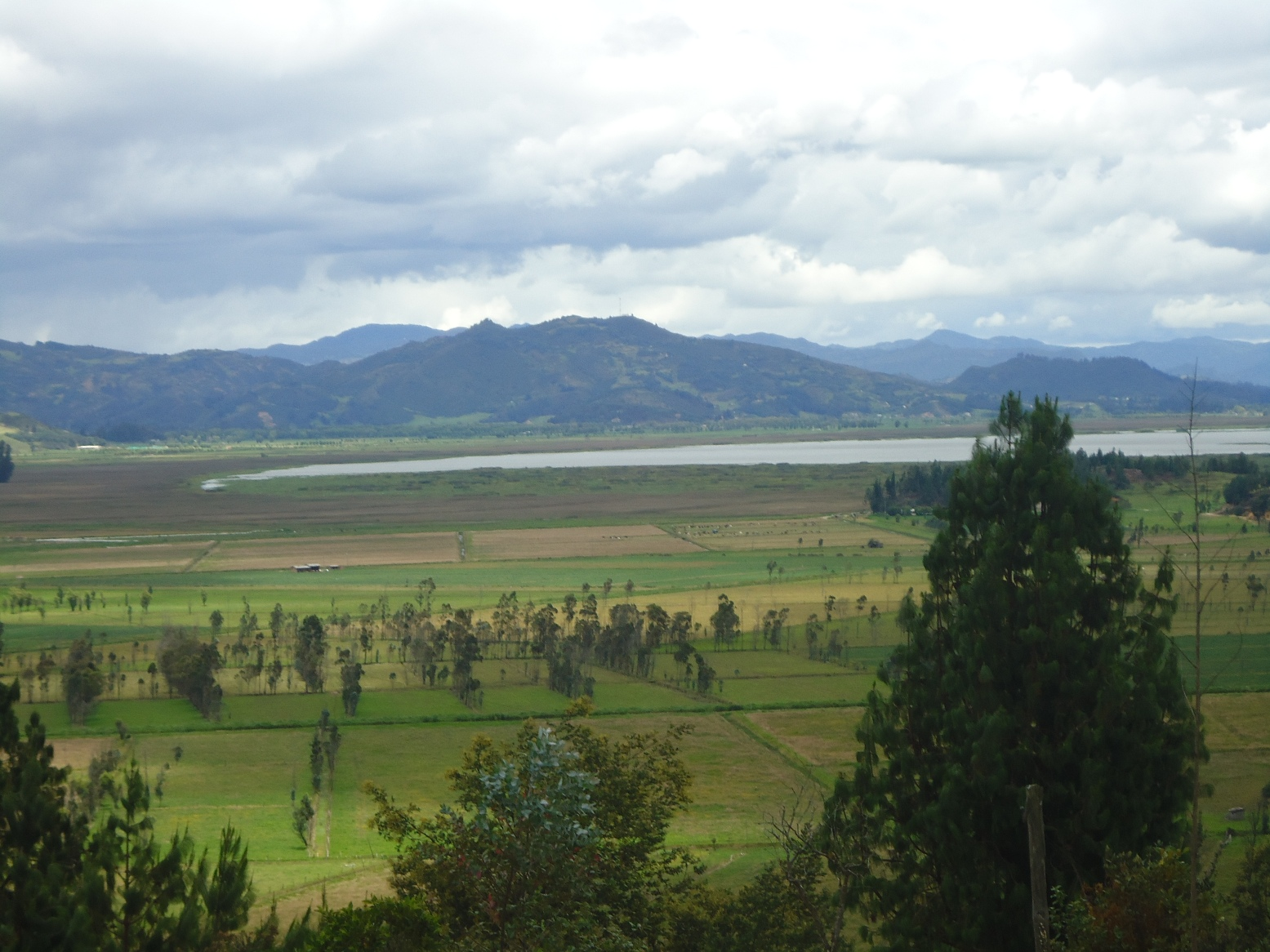
Panorámica de zona dedicada a la ganadería en inmediaciones a la laguna de Fúquene.